# Barra de torsió

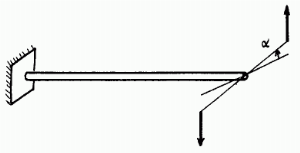
Esquema funcional de la barra de torsió

Una barra de torsió és un element d'acer que connecta els eixos de la suspensió amb la finalitat de reduir el moviment del xassís causat per una forta demanda en els girs. L'objectiu és mantenir sense canvis la geometria del cotxe, amb un augment en l'estabilitat. Pot ser muntada davant o darrere, a més de ser connectada a un tercer punt, establint una triangle que augmenta el seu efecte. Cotxes que la inclouen des de fa algun temps el nou Fiesta i l'Omega 3.0 i 4.1.
La barra de torsió és també un tipus de ressort, on els impactes són absorbits en torçar-se la barra d'acer recta sobre el seu eix longitudinal. Aquest tipus de suspensió es pot trobar a les suspensions del darrere de l'escarabat de VW, entre altres vehicles.
Les barres de torsió poden anar muntades longitudinalment o transversalment a l'eix del cotxe. En un muntatge típic la barra de torsió està subjecta al xassís i connectada a la boixa de la roda. En altres casos l'extrem posterior de la barra està fix al xassís i el davanter al braç de la suspensió.